# Climm
climm (früher mICQ) ist ein freies textbasiertes Instant-Messaging-Programm für das ICQ-Netzwerk, das auf einer Vielzahl von Plattformen läuft, insbesondere auf AmigaOS, BeOS, Windows entweder mit Cygwin oder MinGW, macOS, NetBSD/OpenBSD/FreeBSD, der Sharp Zaurus, Linux und den meisten kommerziellen Unices, dort insbesondere Solaris, HP-UX und AIX.
climm verfügt über viele Fähigkeiten des offiziellen ICQ-Clients. Wegen seiner Kommandozeilenschnittstelle ist es auch für blinde Benutzer durch Sprachausgabe oder Braille-Zeilen benutzbar. Es bietet Unterstützung für das Senden und Empfangen von bestätigten und unbestätigten Unicode-kodierten Nachrichten (es versteht UTF-8 auch für Nachrichtentypen, bei denen der offizielle Client dieses nicht verwendet) und die Erkennung anderer Clients.
climm unterstützt SSL-verschlüsselte, kompatible Direktverbindungen zu licq und SIM Instant Messenger sowie OTR-verschlüsselte Nachrichten und ist korrekt internationalisiert; Deutsche, Englische und weitere Übersetzungen liegen bei. climm kann mehrere UIN (Benutzernummern) gleichzeitig verwenden und ist vielseitig konfigurierbar (z. B. verschiedene Farben für eingehende Nachrichten von verschiedenen Kontakten oder zu verschiedenen – eigenen – Benutzernummern).
climm unterstützt ebenfalls die Grundfunktionalität des XMPP-Protokolls.
climm ist lizenziert unter den Bedingungen der 2. Version der GNU General Public License; kürzlich wurde die Lizenzierung um die OpenSSL-Ausnahme erweitert. Versionen vor micq 0.4.8 wurden von Matt D. Smith als Public Domain freigegeben; es ist jedoch nur noch wenig vom ursprünglichen Code übrig. Alle späteren Hinzufügungen sind von Rüdiger Kuhlmann, insbesondere die Unterstützung für das aktuelle ICQ-Protokoll Version 8.
Zwischen dem Maintainer und dem Debian-Paketbetreuer entbrannte 2003 ein Konflikt, der lange Diskussion innerhalb der Debian-Community nach sich zog. Kuhlmann gelang es eine geänderte Version des Programms in Debian unterzubringen, die nur eine Fehlermeldung ausgab und sich dann beendete, um seiner Unzufriedenheit über die Urheberrechtsverletzung durch das Debian-Projekt Ausdruck zu verleihen. Das Paket mICQ wurde nach Beilegung des Streits aus den Paket-Repositories entfernt, da dem Debian-Projekt die Rechtsgrundlage für die Weiterverbreitung abhandengekommen war.
Mit dem Erscheinen der Version 0.6 am 10. September 2007 wurde mICQ in climm umbenannt. Climm steht für „CLI-based Multi-Messenger“.